# El evangelio de las maravillas
El evangelio de las maravillas es una coproducción entre Argentina, España y México estrenada en 1998, dirigida por Arturo Ripstein y escrita por Paz Alicia Garciadiego.

## Datos
- La película fue editada por la videoasta Ximena Cuevas, hija del artista plástico mexicano José Luis Cuevas.
- Las locaciones y los sets construidos para la filmación se localizaron en San Francisco Notario (también llamado San Diego Notario), en el municipio de Huamantla, en el estado de Tlaxcala en el centro de México.
- Es el debut cinematográfico de Flor Edwarda Gurrola.

## Sinopsis
Nueva Jerusalén es una congregación religiosa apiñada en un rincón de la ciudad, liderada por papá Basilio y mamá Dorita. Los miembros de la congregación están esperando la segunda venida de Cristo. Mamá Dorita siente que llega a los últimos años de su vida y señala a Tomasa, una joven rebelde y que se aprovechará de la situación, como la "elegida" para ser la nueva madre de Cristo.

## Actores
- Francisco Rabal interpreta a Papá Basilio.
- Katy Jurado interpreta a Mamá Dorita.
- Flor Edwarda Gurrola interpreta a Tomasa.
- Guillermo Iván interpreta a Pablo Centurión.
- Rafael Velasco interpreta a Mateo.

## Premios y reconocimientos
- Ariel de Plata a la Mejor Coactuación Femenina, para Katy Jurado.
- Premio Mayahuel a la Mejor Película por el Jurado Internacional en el Festival Internacional de Cine de Guadalajara, para Arturo Ripstein.